# Anomalon punctatulum
Anomalon punctatulum là một loài tò vò trong họ Ichneumonidae.